# Michela Figini

Michela Figini

Michela Figini (Prato, 7 april 1966) is een Zwitsers oud-alpineskiester. In 1984 en 1985 werd ze gekozen tot Zwitsers Sportvrouw van het Jaar.

## Palmares

### Olympische winterspelen
- Sarajevo (1984)
  - Gouden medaille in de afdaling
- Calgary (1988)
  - Zilveren medaille in de super G

### Wereldkampioenschap
- Bormio (1985)
  - Gouden medaille in de afdaling
- Crans-Montana (1987)
  - Zilveren medaille in de super G
  - Zilveren medaille in de afdaling

1948: Hedy Schlunegger ·
1952: Trude Beiser ·
1956: Madeleine Berthod ·
1960: Heidi Biebl ·
1964: Christl Haas ·
1968: Olga Pall ·
1972: Marie-Therese Nadig ·
1976: Rosi Mittermaier ·
1980: Annemarie Moser-Pröll ·
1984: Michela Figini ·
1988: Marina Kiehl ·
1992: Kerrin Lee-Gartner ·
1994: Katja Seizinger ·
1998: Katja Seizinger ·
2002: Carole Montillet ·
2006: Michaela Dorfmeister ·
2010: Lindsey Vonn ·
2014: Dominique Gisin & Tina Maze ·
2018: Sofia Goggia ·
2022: Corinne Suter
- Library of Congress Control Number: n84143970
- Virtual International Authority File: 23545965
- WorldCat: E39PBJgH7YbKkwmGxVCchHXmVC